# Niedersachsengiebel

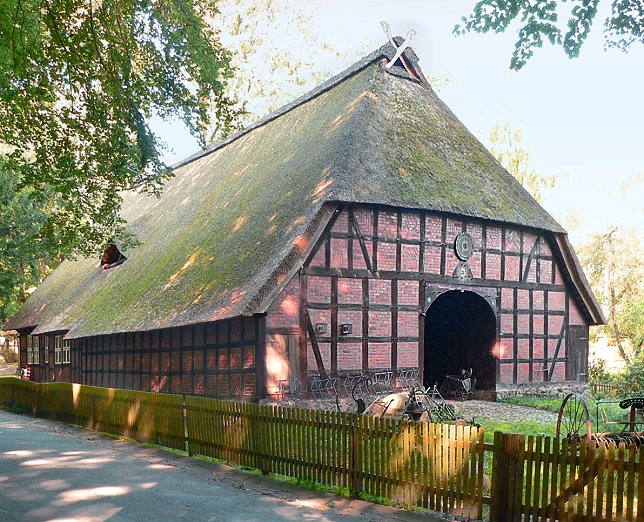
Fachhallenhaus von 1798 des Heidemuseums Rischmannshof in Walsrode

Der Niedersachsengiebel eines Hallenhauses bei zumeist Wohn- und Wirtschaftsgebäuden, aber auch an Scheunen ist eine Giebelform bei einem Krüppelwalmdach mit einem Uhlenloch und der Grooten Door mit oft Korbbogen. Öfters werden auch gekreuzte Pferdeköpfe als Giebelschmuck am Dachfirst angebracht.

## Geschichte
Seit um 1300 wurden Teile der norddeutschen Region der Sachsen als Volk und als Stammesherzogtum nun als  Niedersachsen benannt, ab 1500 gab es den Reichskreis Niedersachsen im Heiligen Römischen Reiches, 1946 entstand schließlich das Land Niedersachsen.
Das typische Bauernhaus als Niedersachsenhaus in Fachwerk oder massiv in Backstein mit Wohn- und Wirtschaftsteil und mit dem Niedersachsengiebel mit dem großen Tor, dem Eulenloch und ggfls. den Pferdeköpfen als Windbretter (die an das Sachsenross erinnern) entwickelte sich seit dem Mittelalter in diesen Regionen einschließlich Bremen und Hamburg und nördlicher Umgebung. Die Torbalken sowie die Rahmen über dem Tor erhielten sehr oft Inschriften und Verzierungen mit frommen Sprichworten, den Angaben zum Baujahr und vom Bauherren und seiner Frau.
Im Alten Land wurden  Geschossgiebel bevorzugt, bei denen das Fachwerk stufenweise vorkragt. Im Schaumburger Land und um Hannover ist bei vielen Giebeln noch eine etwa 80° steile Dachschräge eingehängt.

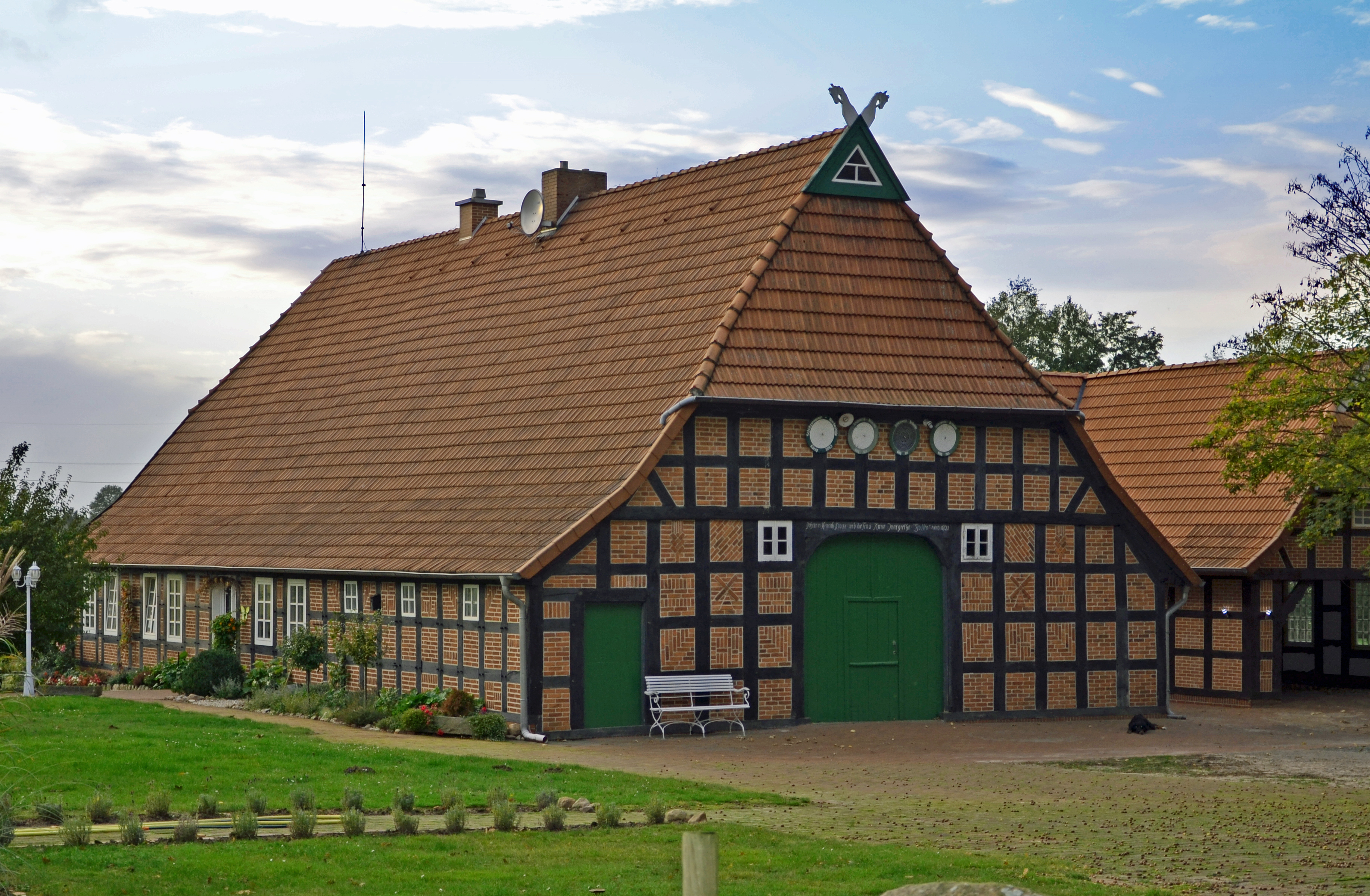
Bassum, 1821
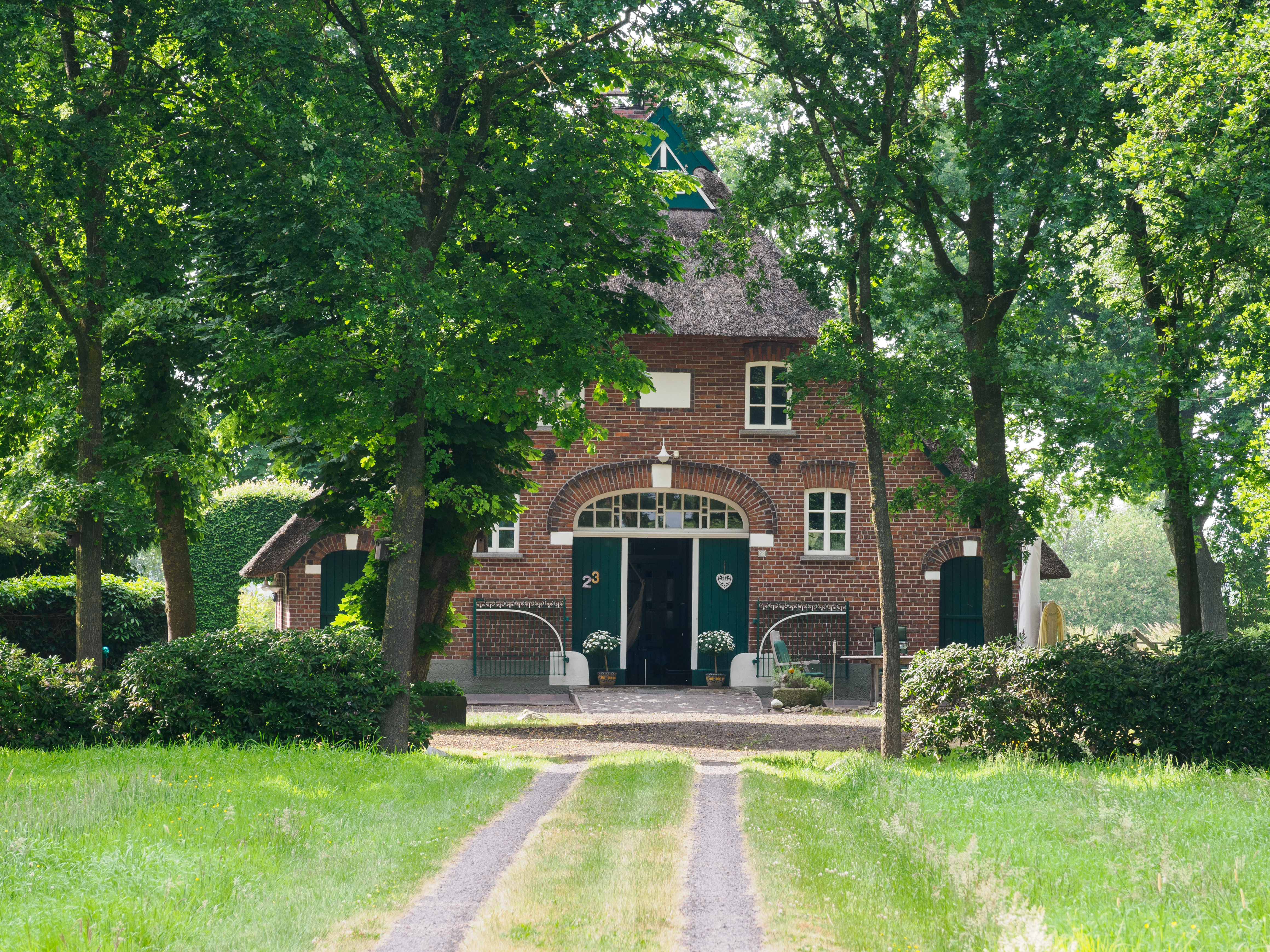
Butteldorf, 19. Jh.
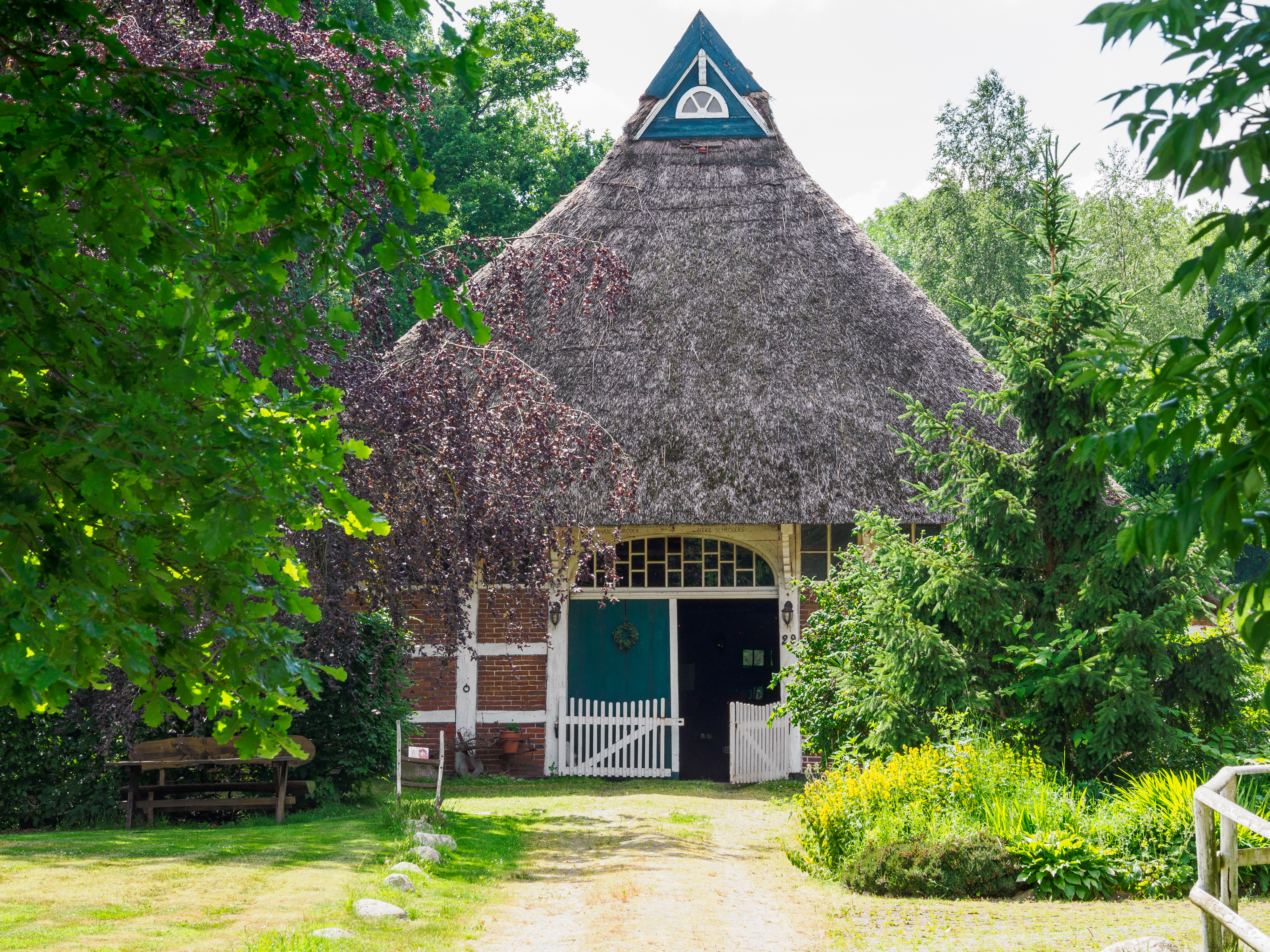
Bardenfleth, 1767
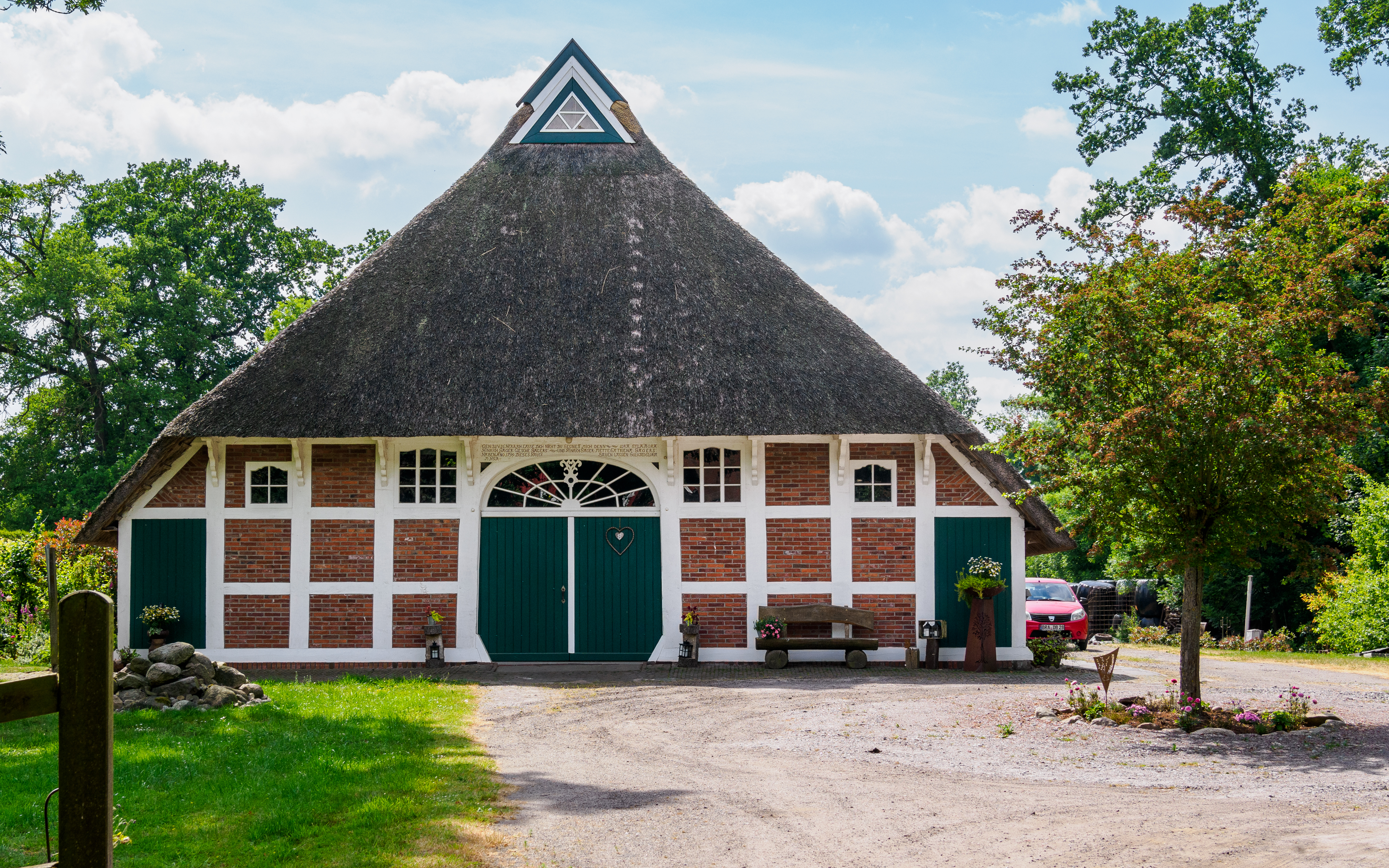
Eckfleth, 1799
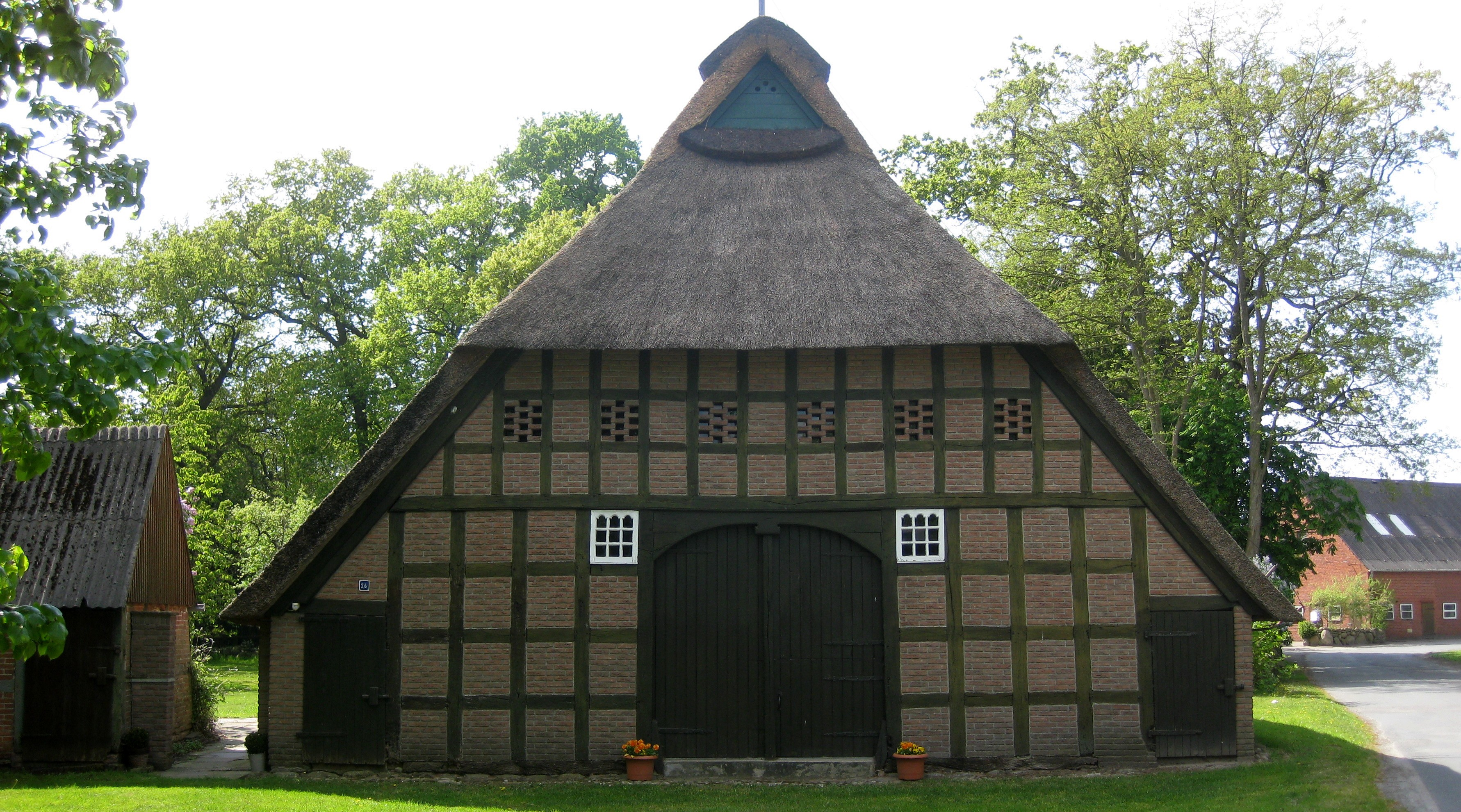
Lunestedt, 19. Jh.
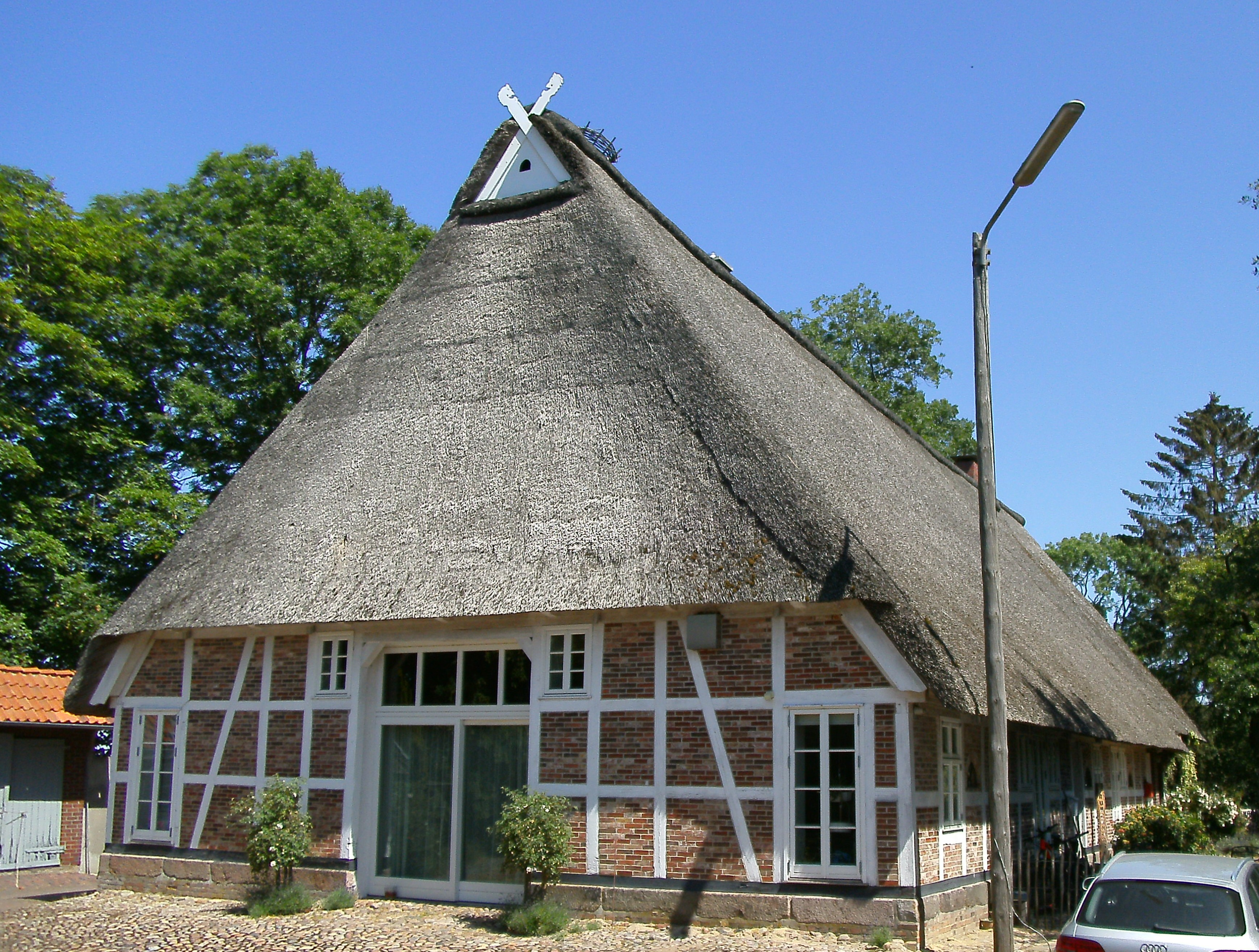
Buxtehude, 1848

Im friesischen Gebieten wurde ab dem 16. und 17. Jahrhundert auch das Gulfhaus (breite Scheune mit schmalerem Wohnteil) gebaut und im Bereich zwischen Weser und Elbe nördlich von Bremerhaven ist regionaltypisch ein Hallenhaus mit Satteldach und einer Verbretterung der oberen Giebeldreiecke zu finden. Im westlichen Niedersachsen und Westfalen dominiert das Hallenhaus mit Satteldach.

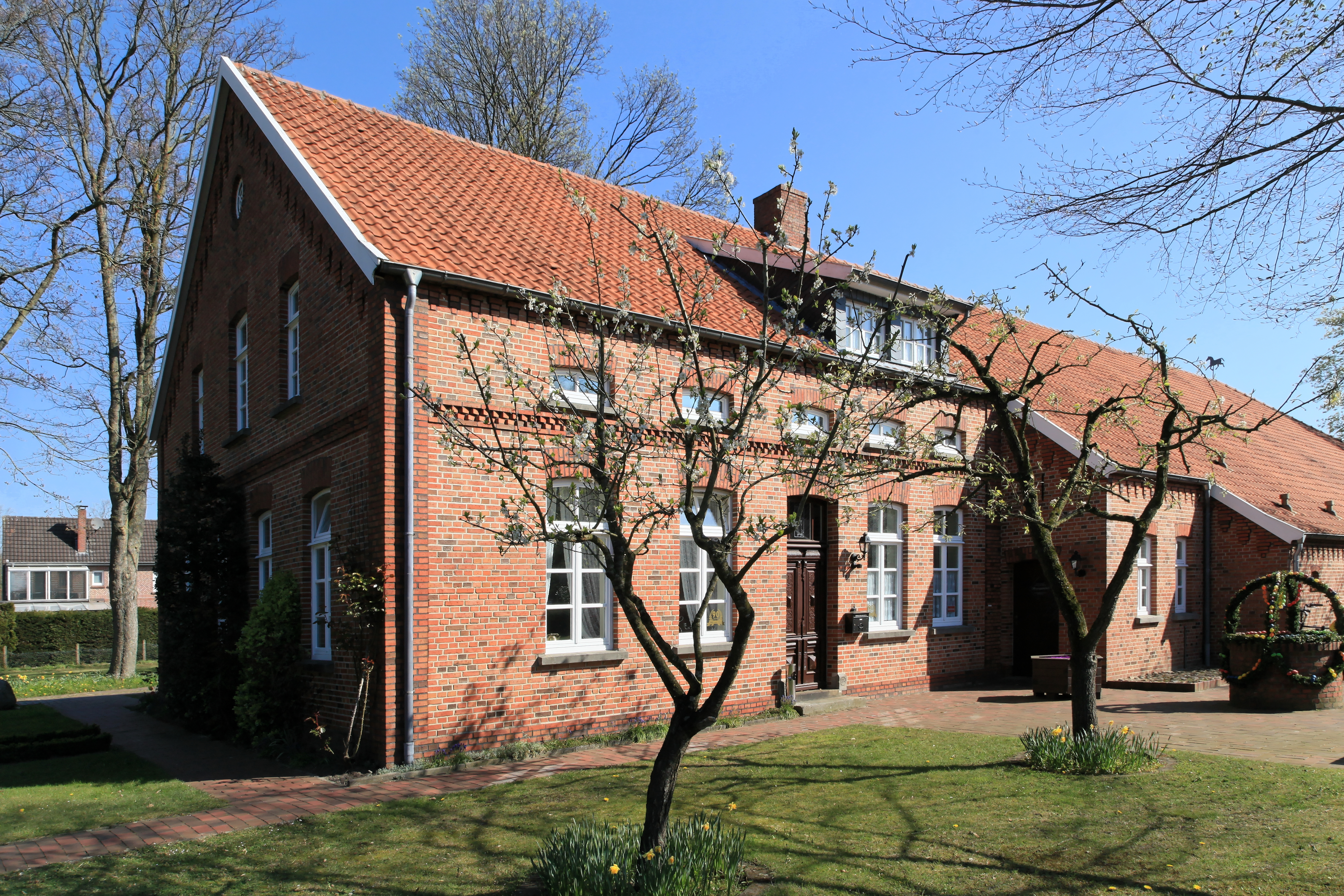
Gulfhaus in Aschendorf, Papenburg
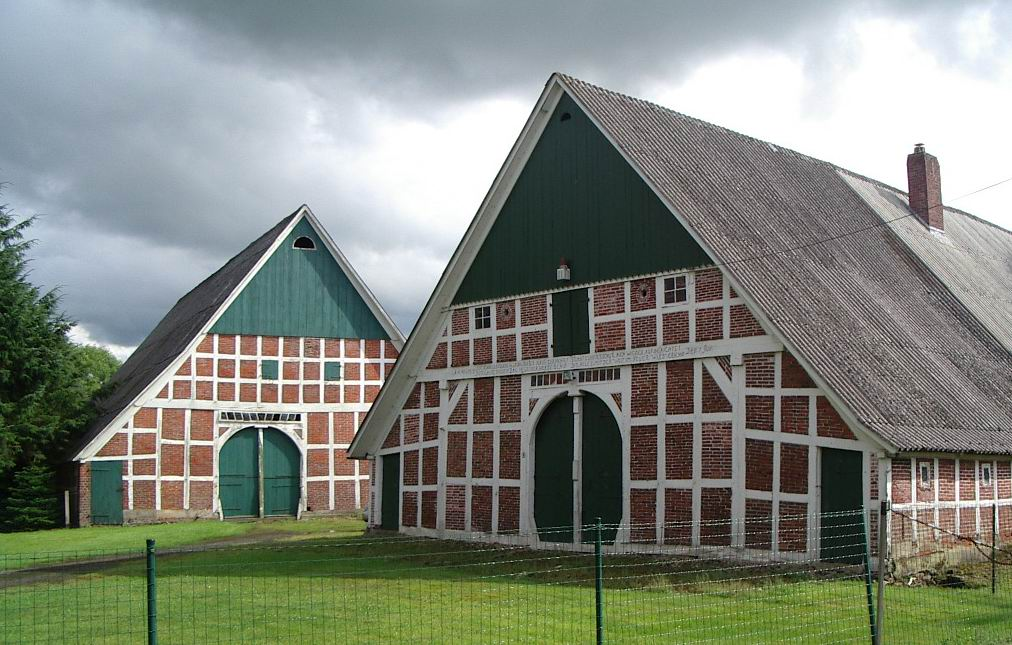
Friesischer Stil: Nordleda, Land Hadeln: Hofanlage Otterndorfer Straße 8
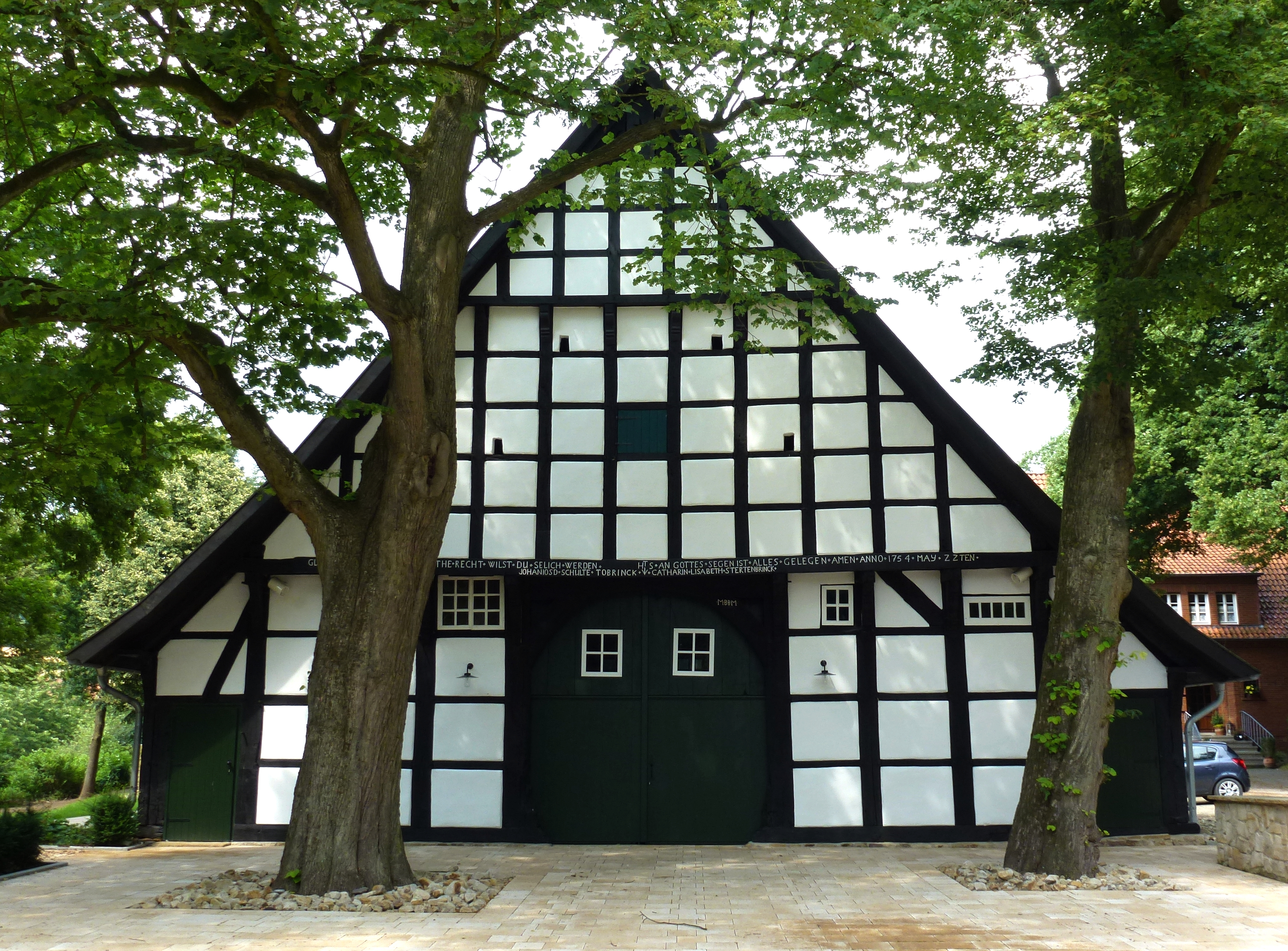
Westfalen: Wohn-/Wirtschaftsgebäude von 1754 beim Waldfriedhof in Hagen am Teutoburger Wald